# 1768 na arte

## Eventos
- Fundação da Academia Real Inglesa.

## Nascimentos
| Data           | Nome                 | Profissão                      | Nacionalidade | Observações | Ref |
| -------------- | -------------------- | ------------------------------ | ------------- | ----------- | --- |
| 10 de março    | Domingos Sequeira    | pintor (artista)               | Portugal      | m. 1837     |     |
| 18 de abril    | Jean-Baptiste Debret | pintor, desenhista e professor | França        | m. 1848     |     |
| 22 de dezembro | John Crome           | pintor                         | Reino Unido   | m. 1821     |     |

## Mortes
| Data       | Nome                       | Profissão                        | Nacionalidade                  | Observações | Ref |
| ---------- | -------------------------- | -------------------------------- | ------------------------------ | ----------- | --- |
| 8 de julho | Johann Joachim Winckelmann | historiador de arte e arqueólogo | Sacro Império Romano-Germânico | n. 1717     |     |